# Opération Green Ice
Pour plus de détails, voir Fiche technique et Distribution.
Opération Green Ice (Green Ice) est un film britannique réalisé par Ernest Day, sorti en 1981.

## Synopsis
Joseph Wiley, un expert en électronique quitte New York pour tenter l'aventure au Mexique. Il rencontre sur son chemin la fiancée d'un propriétaire d'une exploitation de diamants et ensemble, ils vont fomenter un plan pour dérober ces diamants.

## Fiche technique
- Titre original : Green Ice
- Titre français : Opération Green Ice
- Réalisation : Ernest Day
- Scénario : Edward Anhalt, Ray Hassett, Anthony Simmons et Robert De Laurentiis d'après le roman de Gerald A. Browne
- Photographie : Gilbert Taylor
- Montage : John Jympson
- Musique : Bill Wyman
- Pays d'origine : Royaume-Uni
- Format : Couleurs - 1,85:1 - Dolby
- Genre : aventure
- Durée : 116 minutes
- Date de sortie : 1981
- Affiche : Vanni Tealdi (France)

## Distribution
- Ryan O'Neal : Joseph Wiley
- Anne Archer : Holbrook
- Omar Sharif : Meno Argenti
- John Larroquette : Claude
- Philip Stone : Jochim Kellerman
- Michael Sheard : Jaap
- Manuel Ojeda : Lieutenant Costas